# Kural
Kural (szlovákul Kuraľany) község Szlovákiában, a Nyitrai kerület Lévai járásában.

## Fekvése
Lévától 40 km-re délnyugatra, a Kétyi-patak partján fekszik.

## Története
A régészeti leletek tanúsága szerint területén már a neolitikum és az eneolitikum idején is éltek emberek. Területén a hallstatt és latén korból, illetve a 8. századból is kerültek elő temetkezések.
Első írásos említése Kurol alakban 1223-ból származik. A 14. századig a Kurali család, egy nemesi család birtoka. 1308-ban Kurul, illetve Kural alakban említik. 1330 és 1349 között az esztergomi érsekségé. 1384-ben Kyskural néven szerepel egy oklevélben. A 16. században egy török támadás következtében elpusztult. 1612-ben Paluska György itteni birtokára Nagytapolcsány és Kinorány vidékéről szlovák földműveseket telepített, akik zsellérekként dolgoztak a birtokon. Lakói 1700 és 1725 között évi 200 arany járadékért megváltották magukat a robot alól. Főként a mezőgazdaságból éltek, de a kiváló termőtalaj bőségesen biztosította a megélhetést és a falu fejlődését. 1715-ben 28, 1720-ban 17 ház állt a faluban. 1787-ben 37 házában 469 lakos élt. 1828-ban 52 háza volt 519 lakossal.
Vályi András szerint "KURALY. Tót falu Esztergom Várm. földes Ura az Esztergomi Érsekség, lakosai katolikusok, fekszik Nagy Ölvedhez közel, mellynek filiája, földgye jó, legelője, réttye soványas, el adásra módgya a’ Dunán, Esztergomban, és a’ Bánya Városokban, fája nints elég."
Fényes Elek szerint "Kuraly, Esztergom most Komárom vmegyében, tót falu, 264 kath. lak., kik 1612-ben szállittattak ide Paluska György érseki direktor által N.-Tapolcsányból, Chinorányból s a t. August Keresztély szász herczeg mind akkori primás valódi kiváltságos oklevéllel megajándékozván őket, most ennek erejében csak 200 frt tartoznak esztendőnként fizetni, menttek lévén még 1848 előtt különben minden dézmától, robottól, sőt az urasági korcsmáltatástól is. – Határjok szomszéd Bars vármegyével, s elég termékeny; borok, fájok, rétjök elég. F. u. a primás."
A trianoni békeszerződésig Esztergom vármegye Párkányi járásához tartozott. 1938 és 1945 között újra visszakerült Magyarországhoz. A szovjet hadsereg kötelékében harcoló 2. ukrán front csapatai 1945. március 27-én érték el a községet.

## Népessége
| Év:            | 1994. | 2004.   | 2014.    | 2024.    |
| -------------- | ----- | ------- | -------- | -------- |
| Emberek száma: | 636   | 578     | 516      | 449      |
| Eltérés:       |       | -9,11 % | -10,72 % | -12,98 % |

| Év:            | 2023. | 2024.   |
| -------------- | ----- | ------- |
| Emberek száma: | 454   | 449     |
| Eltérés:       |       | -1,10 % |

1880-ban 620 lakosából 563 magyar és 8 szlovák anyanyelvű volt.[forrás?]
1890-ben 624 lakosából 102 magyar és 522 szlovák anyanyelvű volt.
1900-ban 700 lakosából 85 magyar és 614 szlovák anyanyelvű volt.
1910-ben 803 lakosából 105 magyar és 698 szlovák anyanyelvű volt.
1921-ben 869 lakosából 52 magyar és 813 csehszlovák volt.
1930-ban 876 lakosából 3 magyar és 865 csehszlovák volt.
1941-ben 925 lakosából 280 magyar és 643 szlovák volt.
1970-ben 879 lakosából 3 magyar és 872 szlovák volt.
1980-ban 770 lakosából 9 magyar és 758 szlovák volt.
1991-ben 674 lakosából 17 magyar és 656 szlovák volt.
2001-ben 591 lakosából 572 szlovák és 16 magyar volt.
2011-ben 535 lakosából 518 szlovák és 13 magyar volt.
2021-ben 475 lakosából 18 (+2) magyar, 434 (+7) szlovák, 7 egyéb és 16 ismeretlen nemzetiségű volt.

## Nevezetességei

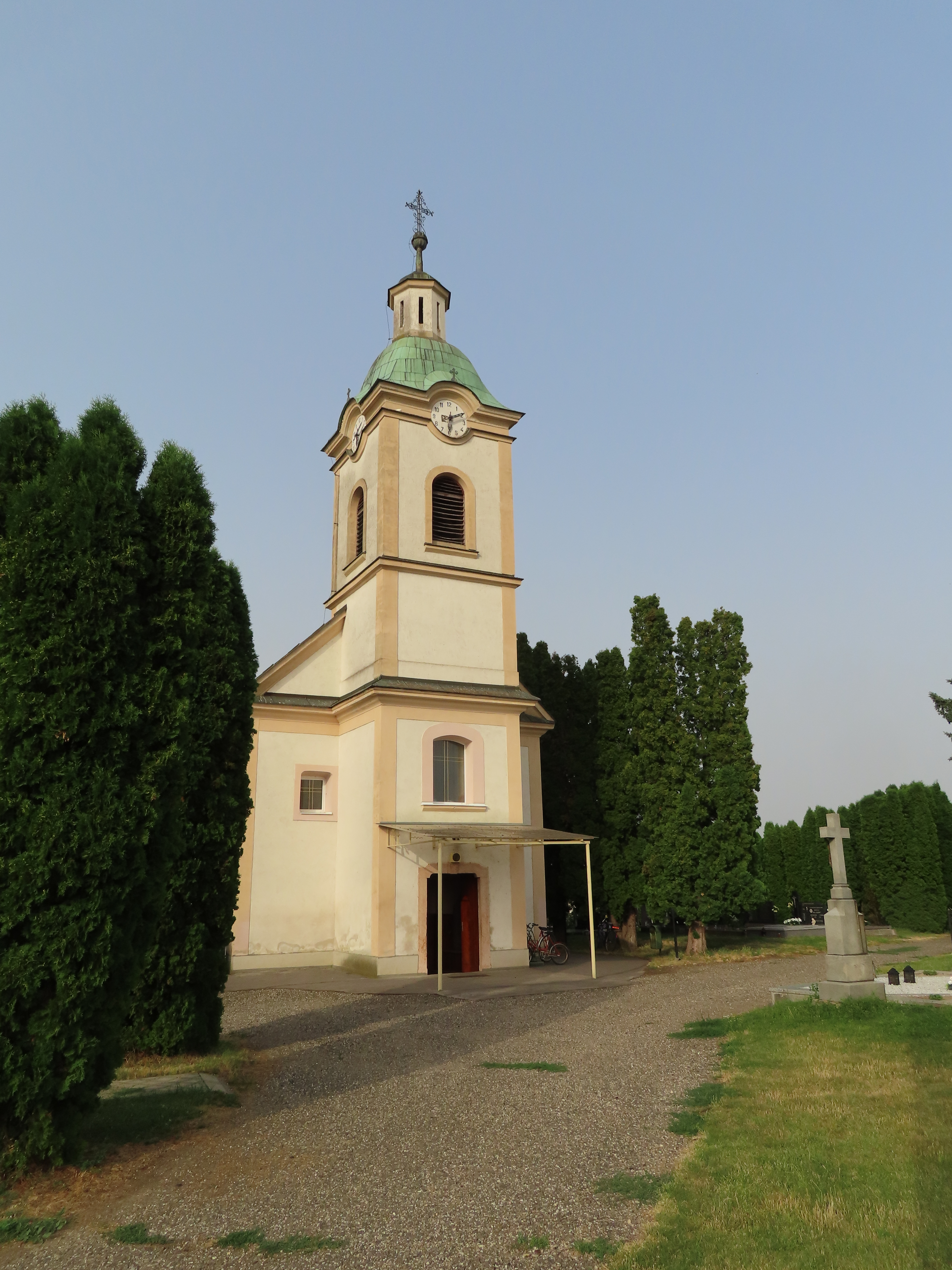
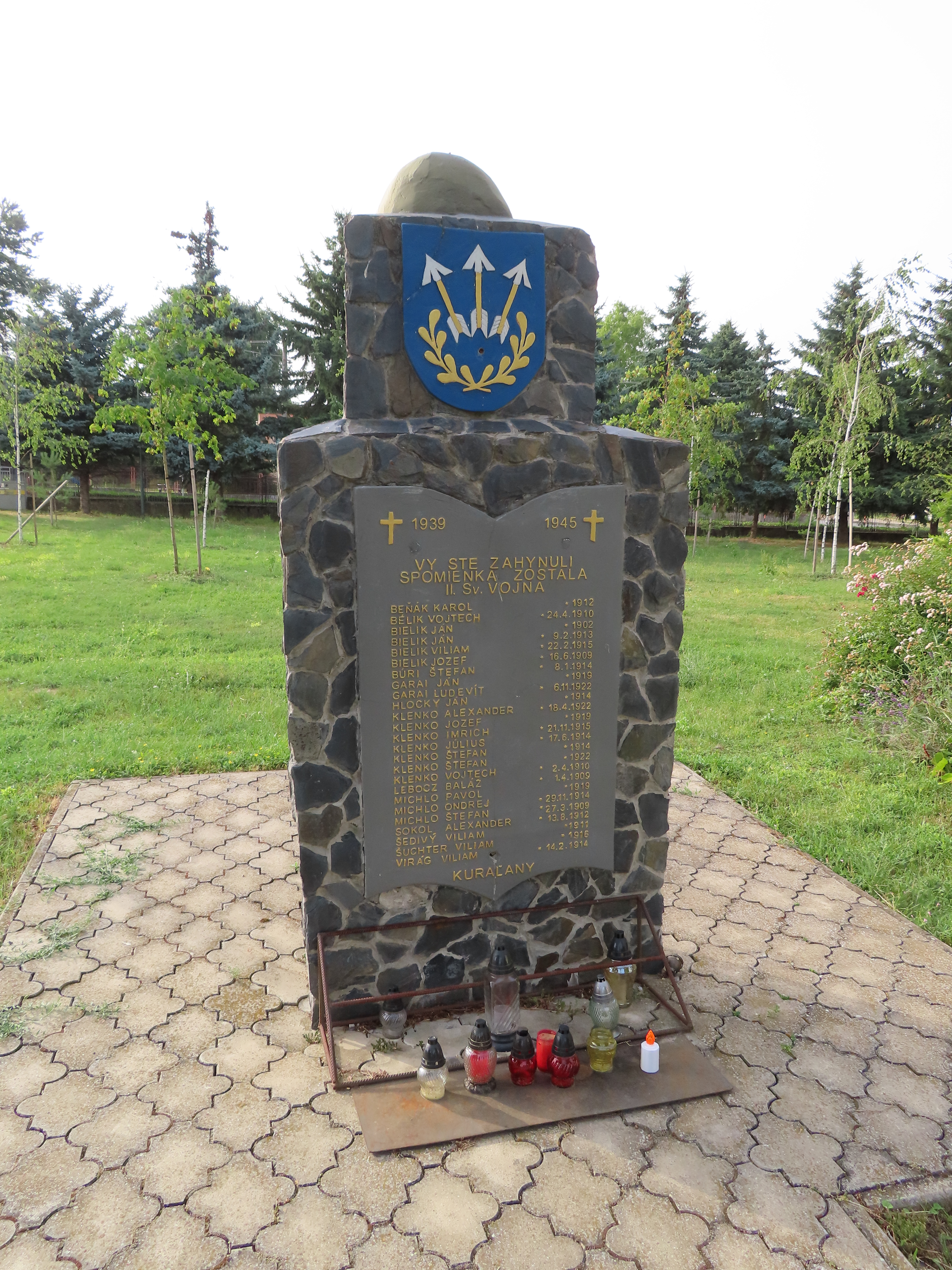
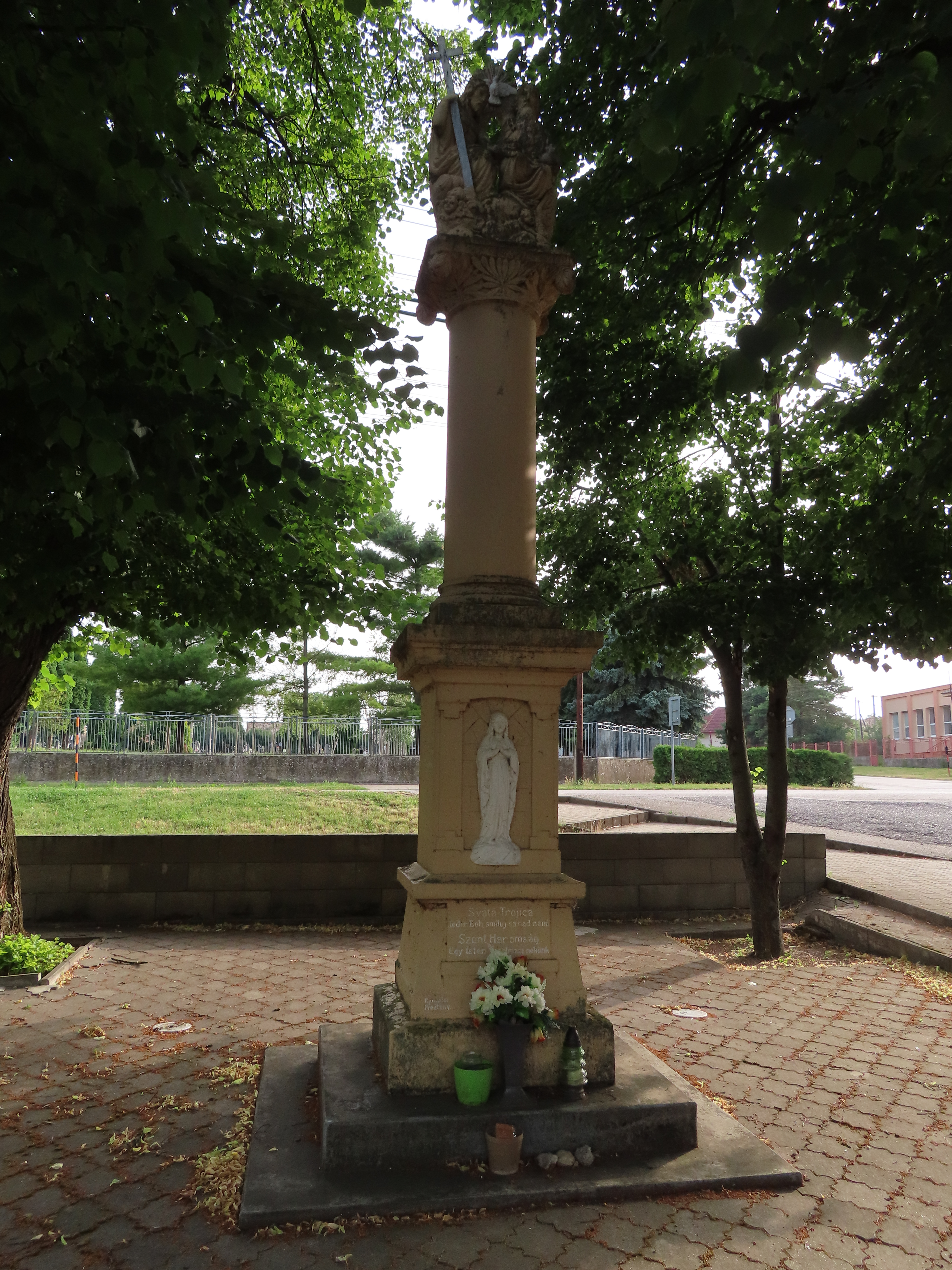
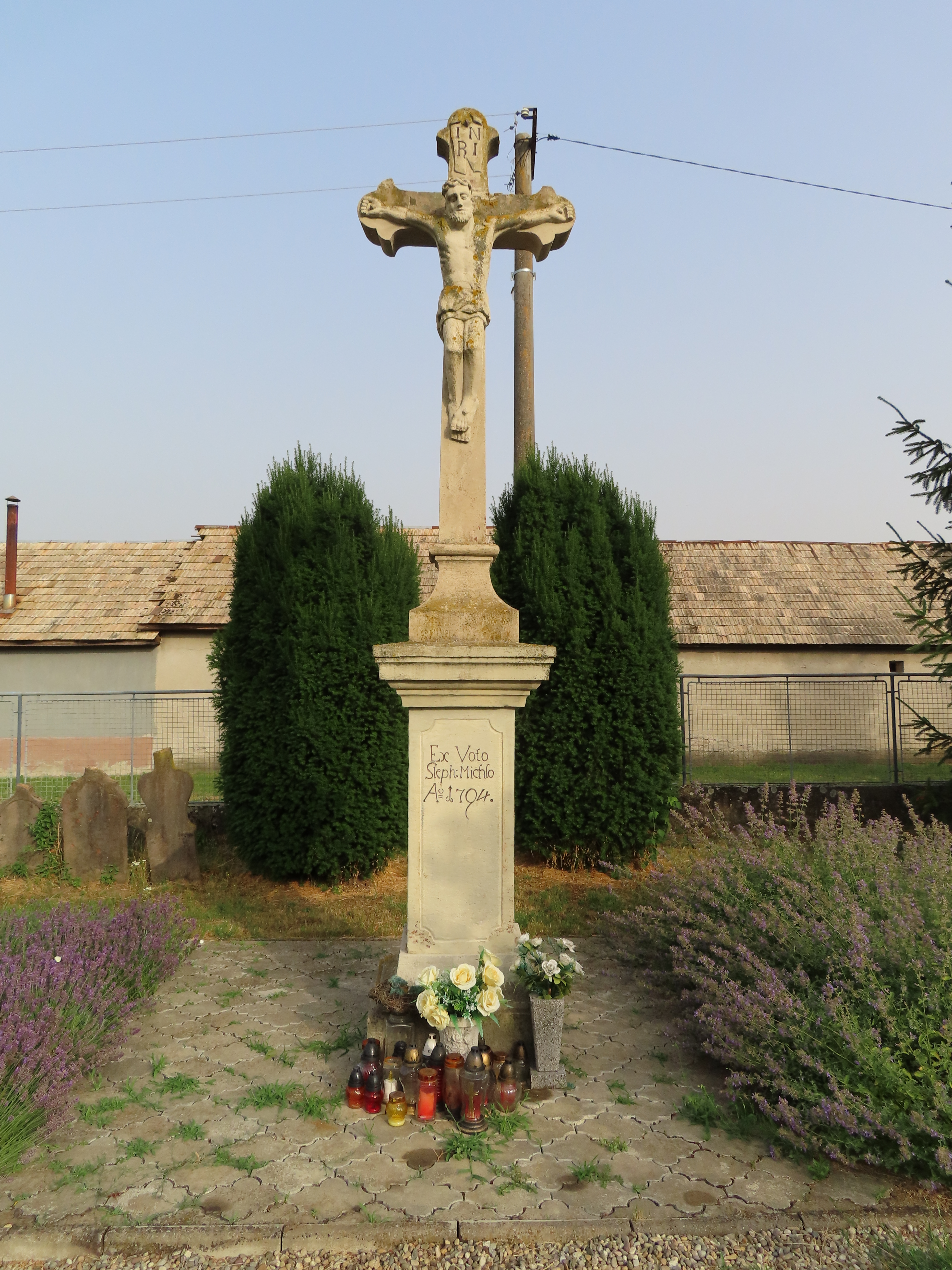
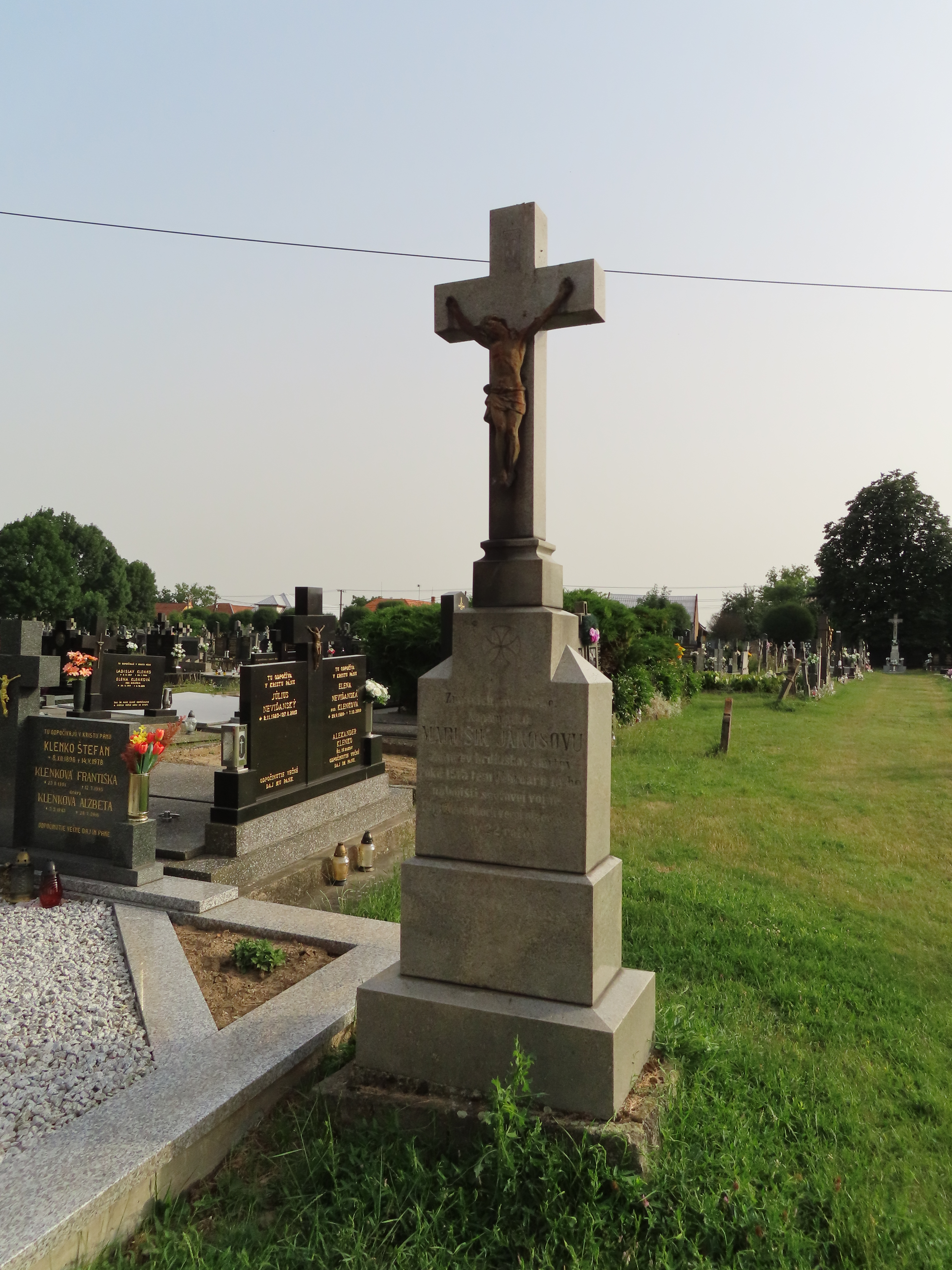

- Urunk Színeváltozása tiszteletére szentelt római katolikus temploma 1755-ben épült barokk stílusban. 1927-ben bővítették.